# 迷い猫オーバーラン!
『迷い猫オーバーラン！』（まよいねこオーバーラン）は、松智洋による日本のライトノベル。スーパーダッシュ文庫（集英社）より、2008年10月から2012年2月まで刊行された。イラストは9巻までぺこが担当していたが、10巻はヤス、11巻は氷川へきる、最終12巻はみつみ美里が担当した。なお、イラストレーターの変更は「編集上の事情」とされている。2010年12月時点でシリーズ累計部数は200万部を突破している。
2010年4月から同年6月までテレビアニメが放送。合わせて矢吹健太朗によるコミカライズが『ジャンプスクエア』2010年2月号から同年9月号まで連載、その後増刊の『ジャンプSQ.19』に掲載誌を移し2010年夏号及び同年秋号に掲載された。

## あらすじ
都築巧は血の繋がらない姉・都築乙女がオーナーの潰れかけの洋菓子店（パティスリー）「ストレイキャッツ」を、幼馴染であるアルバイトの芹沢文乃と3人で営んでいた。物語は、人助けが趣味である都築乙女が、猫真似が得意な謎の美少女・霧谷希を拾って来るところから始まる。

## 登場人物

### ストレイキャッツ
都築家が経営する洋菓子店。乙女の両親が事故で他界したため、乙女が店を継ぐことになった。作品開始時はオーナーの乙女に巧、アルバイト店員の文乃の3人で仕切っていたが、後に居候することになった希がパティシエとなり、さらに千世と心がアルバイト店員となる。ケーキの味は特筆するようなものではなかったが、希のおかげで味が格段に良くなる。
都築 巧（つづき たくみ）
声 - 岡本信彦、寿美菜子（幼少時代）
本作の主人公。私立梅ノ森学園2年。幼馴染である芹沢文乃と同じ孤児院で育ち、乙女に引き取られた人間1号。乙女に拾われた日（12月24日）を誕生日と言うことにしているが、正式な誕生日は不明。それを気遣って、文乃は自身の誕生会等は絶対に言わない。ただし年齢に関しては鮮明に記憶しており、自称する年齢は正しいと思われる。名前を付けられる前に畳と一緒に捨てられ、孤児院を経営していた芹沢シスターに拾われ、文乃と同じ孤児院で育つも、孤児院の閉鎖に伴い文乃と同じ教会に住む事になる。しかし、二人も養う余裕がないと悟り、家出。その後、迷っていた所を乙女に拾われる。名前の由来は本人曰く捨てられていた状況から付いたニックネームの畳（タタミ）があんまりだったため、棒を一本取ってタクミとなった。
店長であるはずの乙女のかわりにいつもストレイキャッツの経営について頭を悩ませており、友達付き合いや部活といった活動もこれによって満足に行えていない面があるが、仲間からはとても信頼されている。
数々の災難や主に文乃から受ける暴力行為に耐え得る強い体を持っているが、大吾朗の存在故にその能力はあまり目立たない。
芹沢 文乃（せりざわ ふみの）
声 - 伊藤かな恵
本作のヒロインの1人。私立梅ノ森学園2年。両親が事故で他界したため巧と同じ孤児院で育ち、今は孤児院を運営していた芹沢シスターとともに教会に住んでいる。巧とは孤児院時代から仲が良く、泣き虫でよくいじめられていた頃は何回も助けてもらっていたため、感謝の気持ちや恋愛感情を抱いている。前述の通り、巧に対して恋愛感情を抱いているが自分の気持ちに素直になれないことや天邪鬼な発言、恥ずかしがり屋な性格、さらに、巧の鈍感さが加わり彼には伝わっていない。やきもち焼きでもあり、巧と彼を想う他の少女が何らかの行動しているときはやきもきしていることが多い。
美少女であるため男子生徒から非常に高い人気を誇り、100回単位の告白を受けているが、全て断っている。前述の通り男子生徒から人気は高いものの、巧と家康に対する度重なる暴力や暴言によって恐れられており、友人自体は少ない。気の許せる友人として千世、希、叶絵がいる。物語当初、千世とは巧を巡る対抗心や、相性の不一致などによって犬猿の仲であり、日々言い争いが絶えなかったが、希が現れることによってこの関係は徐々に解消される。その後、文乃は千世、希がそれぞれ巧に好意を抱いていることを知り、2人が友人でもあり恋敵でもあるということを認識した。
あまのじゃくで、恥ずかしがり屋な性格をしているが、他人への思いやりが強いために自分のための行動ができないことや自分を犠牲にしても自分の仲間を守ろうとすることもある。また自分の考えていることを口に出さず1人で抱え込むため、巧や千世に心配されることもある。
霧谷 希（きりや のぞみ）
声 - 竹達彩奈
本作のヒロインの1人。私立梅ノ森学園2年。洋菓子店ストレイキャッツではパティシエールを務める。美少女ではあるが、大人しめの性格で感情を表に出さない。勉強、運動、ピアノ演奏など何でもこなし、パソコンを作ったこともある他、梅ノ森家のセキュリティを掻い潜る技術まで持ち合わせている。だが世間知らずで天然な面もある。また自己表現行動については、大して抵抗を持たずダンスやコスプレ、歌などを作中で披露している。特技は「ゴールドフィンガー」と呼ばれる猫の真似と千世や猫をなだめる撫で撫でとケーキ作り。口癖は「にゃぁ」などの猫語。また、世間知らずからか異性に裸を見られる事への羞恥心がない。
出生など自身については語らず名前だけが明かされ、その後の調べでは戸籍もなくあらゆる公共機関も使用した履歴がないことが明かされた。ストレイキャッツに来てから初めてケーキ作りに挑戦するが初めてとは思えないほどの腕前を発揮し乙女によって住み込みのパティシエールを任命されるが必要以上に心を開かず、いつか出て行ってもいいようにと過ごしている。だが、しばらく過ごすことによって家出してきた自分を迎えてくれたストレイキャッツや巧の隣を居場所にしてもいいと思い始めている。
文乃、千世のことは大事な友達として思っており、できれば仲が良いままでありたいと願っている。迷い猫同好会のメンバーはみんな好きだが、家康は普通らしい。
梅ノ森 千世（うめのもり ちせ）
声 - 井口裕香
本作のヒロインの1人。小学生にしか見えない美幼女でありながら名家・梅ノ森家の令嬢でもある。私立梅ノ森学園の理事長の孫でもあり、自身を「学園の支配者」と呼んでおり、「世界が自分を中心に回っていると」思っている。幼い頃からアニメ好きでそこそこ年季の入ったオタク少女であるが、普段のワガママ放題な言動が強烈すぎるためその事実はあまり知られていない。両親は滅多に家に帰ってこず、身近にいる血縁者は祖父のみであったため、優しさや家族愛の様なものが欲しくて巧達に近づいた。所有品や人物関係は幅広くアニメ本編においてPVを作る際に監督に宮崎駿やピーター・ジャクソンを起用するほどである。また、各国の大使館や外務省とも良好な関係を持っている。軍隊との関与もありヘリコプターや戦略爆撃機も保有している。
知能は極めて高く、数日滞在しただけで知らなかった国の言葉も日常会話程度はマスターしてしまう。この能力が巧の大きな力となったこともある。
巧を下僕扱いしており、巧が自分の事を神より崇拝していると信じて行動している。そのため、忠誠の証として「お手」を要求してくることもある。文乃達同様、巧に対して恋愛感情を抱いている。
都築 乙女（つづき おとめ）
声 - 佐藤聡美
巧の義理の姉で洋菓子店「ストレイキャッツ」のオーナー兼パティシエールで実質的な育ての親。年齢不詳。町内では知らない者はいない程の有名人であり、数多くのファンを持つ“町内のアイドル”的存在となっている。超がつくほど天然でマイペースであり、弟である巧を溺愛している。
喧嘩のような実力行使の場面においては相手が圧倒的多数であろうと全滅させるほどの恐るべき強さを誇る。巧に身の危険が降りかかろうとしたときは弟の保護を最優先にするが、相手に対しては手加減というロジックは存在しないようで容赦なく制裁する。
趣味は「人助け」であり、多くの人に慕われ世界各国で名の知れた人物となっているが、しばしば巧たちを巻き込んでのトラブルに発展することもある。
実は弟の巧と同じ境遇の孤児であり、とある事故で亡くなった「ストレイキャッツ」の前オーナー夫妻に拾われて育てられた。「人助け」という性格もこの頃に形成されたらしい。この過去を知っているのは弟の巧とクリスなどごくわずかに限られており、3人娘や他の面々には一生明かすつもりはないとのこと。
十和野 心（とわの こころ）
声 - 茅野愛衣（ドラマCD版）
私立梅ノ森学園1年。迷い猫同好会の新入部員。ストレイキャッツを手伝っている。いわゆる腐女子で、家康の作った超難問のオタク知識を問う問題を突破するほど。中学時代にはそれをネタにいじめを受け、不登校に陥っていた。最初はいじめられたくないと思いクラスの誰とも交流せず腐女子であることを隠していたが、迷い猫同好会のメンバーとの交流から心を開くようになる。

### 迷い猫同好会
千世のわがままで作られた同好会で、巧たちも強引に巻き込まれている。学園の校舎の屋上に部室を設置しており、ストレイキャッツを第2部室にしている。
都築 巧（つづき たくみ）
上記を参照
芹沢 文乃（せりざわ ふみの）
上記を参照
霧谷 希（きりや のぞみ）
上記を参照
梅ノ森 千世（うめのもり ちせ）
上記を参照
十和野 心（とわの こころ）
上記を参照
鳴子 叶絵（なるこ かなえ）
声 - 堀江由衣
文乃の親友であり、巧のクラスの委員長。器用であり、なんでもこなす。明るい性格と人望を兼ね備えた男前な女子で、クラスからの信頼も厚い。ただしキン肉マンの「ビッグ・ザ・武道」のコスプレで仮装しようとしたりクリスマスプレゼントにハニワを渡すなど趣味が特殊であり、家康や千世に負けず劣らじのアニメ知識を豊富に持っている。このため家康とどこか似たような点があるなどと内心では評されていることもある。最初は「迷い猫同好会」の団員ではなかったが、1年生最後に3年生の卒業旅行を機に正式に加入した。
高校卒業後は短大に通う。
竹馬園 夏帆（ちくまえん かほ）
声 - 田村ゆかり
千世の幼馴染で、純正セレブのお嬢様。一見、清楚でお淑やかな印象を受けるが実際は陰謀や企みが大好きな腹黒少女。身長169cmと作中の女性キャラクターで一番身長が高い。千世が持っている「おともだち」とその中心にいる巧を嫉ましく思っており、「迷い猫同好会」へ所属するため高校3年の3学期に梅ノ森学園へ転校してくる。
菊池 家康（きくち いえやす）
声 - 吉野裕行
巧の友人。口が悪く、巧曰く「舌禍が服を着て歩いてる様なヤツ」だが根は善良。巧のオタク師匠で基本的には三次元には興味なし、女などJPGかPNGで十分と宣言している。アニメではレンズを通して見た女性も二次元であるとの認識をしている。
成績は常にトップ10位に入り続けている秀才だが、その性格のせいで周囲からはまったく尊敬されていないうえ、妬まれていたりやっかみの声も少なくないのだが当人はまったく気にしていない。しかし自分が割と嫌われ者であることを自覚している節もある。文乃とは相性が最悪で本気で怒らせる事も少なくない。
不良に絡まれているところを乙女に助けられたことから、乙女のことは「乙女師匠」と呼び唯一認める3次元女性として仰いでいる。また千世とは趣味が同じ事や利害の一致で共同戦線を張る事も少なくない。
幸谷 大吾郎（こうや だいごろう）
声 - 間島淳司
巧の友人。武道一本道の日本文化男。人格者だが天然な面もある。幸谷流柔術という古武術道場の跡取り息子で、極めて高い身体能力を持つ。あるきっかけで大吾郎も乙女のことを「乙女師匠」と呼んでいる。いずれは自分も乙女の様に困った人の力になろうと考えている。
漫画やアニメなど子供の楽しむものにすぎないと言い放っていたが家康が言葉巧みにオタクワールドへ引き込み、一介のプラモマニアになった。
藤野 珠緒（ふじの たまお）
声 - 南里侑香
叶絵と親交の深い先輩。叶絵の2つ年上で、軽音部に所属していた。普段は男女を問わず、下級生に絶大な人気があった。卒業を控えた3学期に、夏帆の助言で掛け持ちで「迷い猫同好会」に所属した。
柴田 仁（しばた じん）
声 - 小野大輔
私立梅ノ森学園1年。迷い猫同好会の新入部員。家は町外れの歯科医院。中学時代から在籍しており、高校へはエスカレーター式で進学している。同好会の女子メンバーからは全くもてていないが、それ以外の場所ではかなりもてる。

### 梅ノ森家関係者
佐藤 一美（さとう かずみ）
声 - 佐藤利奈
千世の専属メイドの1人。学校でも千世の影として、学生として通っている。学年は巧たちと同じ。千世を妹のように可愛がっており、反応を見て楽しんでいる節がある。
鈴木 裕子（すずき ゆうこ）
声 - 新井里美
千世の専属メイドの1人。学校でも千世の影として、学生として通っている。学年は巧の1つ上である。佐藤と同じ様に千世を妹のように可愛がっており、反応を見て楽しんでいる節がある。
田中（たなか）
梅ノ森家の筆頭執事。千世および鈴木、佐藤には主に本名で呼ばれず「セバスチャン」の愛称で呼ばれる。
猫アレルギーを持つ。千世が猫を飼いたいと言い出したときも、自分のことは考えず「千世お嬢様のためならば、アレルギーなんぞ」と言うほどの忠誠心の持ち主。
田端 椿（たばた つばき）
夏帆のメイドの1人。巨乳でドジっ子。梅ノ森学園の学生でもある。最初は夏帆に名前すら覚えられていなかったが、卒業旅行にて存在感を示す。物語終盤に迷い猫同好会に入会する。

### 第四村雨学園関係者
村雨 四摩子（むらさめ しまこ）
声 - 能登麻美子
希が元いた第四村雨学園（富羅納岸〈とらねぎ〉研究所）の施設長。希の親権を持っている。

### その他の人物
クリス・ロンド
エマの子供。10歳。少女のような容姿の少年だが本人も女装癖が有る。普段は英語を使っているが、日本語もそこそこ話せる。
エマ・ロンド
クリスの母親。世界の歌姫と呼ばれるほど有名なトップミュージシャン。かおると出会い恋に落ちるが何も言わずに帰国したかおるをずっと恨んでおり、また想ってもいた。かおるがいなくなったときには既に、クリスがお腹に宿っていた。
升田 かおる（ますだ かおる）
「牛乳屋のおっちゃん」と巧に呼ばれているが、実際の年齢は乙女より2歳年上なだけである。クリスによると少なくとも30歳以上とのこと。
毎朝ストレイキャッツに、乳製品や卵などの必需品を届けている。巧曰く口癖は「牛乳飲め!」で多くの問題はまずそれで片付けようとする。
クリスの父親。高校時代渡米しエマと出会い恋に落ちるが、彼女の人気が上がるにつれ別れも告げずに帰国する。エマが来日したとき、乙女の計らいで再会した。そのときに、かおるがクリスの父親だということを皆に告白した。

### アニメオリジナルキャラクター
ホノカ
声 - 日高里菜
アニメ第10話で登場。母親（声 - 生天目仁美）とはぐれてしまったところを乙女に拾われ、ストレイキャッツへ招かれる。希と仲良くなる。

## 既刊一覧
- 松智洋（著） / ぺこ（イラスト、第9巻まで） / ヤス（イラスト、第10巻） / 氷川へきる（イラスト、第11巻） / みつみ美里（イラスト、第12巻） 『迷い猫オーバーラン！』 集英社〈スーパーダッシュ文庫〉、全12巻
  1. 「拾ってなんていってないんだからね!!」2008年10月29日第1刷発行（10月24日発売[10]）、ISBN 978-4-08-630450-4
  2. 「拾わせてあげてもいいわよ!?」2008年12月30日第1刷発行（12月25日発売[11]）、ISBN 978-4-08-630463-4
  3. 「……拾う？」2009年2月28日第1刷発行（2月25日発売[12]）、ISBN 978-4-08-630471-9
  4. 「みんな私が拾います♪」2009年4月29日第1刷発行（4月24日発売[13]）、ISBN 978-4-08-630482-5
  5. 「本気で拾うと仰いますの？」2009年6月30日第1刷発行（6月25日発売[14]）、ISBN 978-4-08-630490-0
  6. 「拾った後はどうするの？」2009年8月30日第1刷発行（8月25日発売[15]）、ISBN 978-4-08-630500-6
  7. 「拾ったらいいじゃないですか！」2009年11月30日第1刷発行（11月25日発売[16]）、ISBN 978-4-08-630515-0
  8. 「I'll let you adopt me!」2010年3月30日第1刷発行（3月25日発売[17]）、ISBN 978-4-08-630538-9
  9. 「わたしがみんなに護られてるの♪」2010年7月28日第1刷発行（7月23日発売[18]）、ISBN 978-4-08-630556-3
  10. 「……護る？」2011年8月30日第1刷発行（8月25日発売[19]）、ISBN 978-4-08-630634-8
  11. 「護らせてあげてもいいわよ!?」2011年11月30日第1刷発行（11月25日発売[20]）、ISBN 978-4-08-630641-6（通常版） / ISBN 978-4-08-907032-1（ドラマCD付予約限定版）
  12. 「護ってなんていってないんだからね!!」2012年2月29日第1刷発行（2月24日発売[21]）、ISBN 978-4-08-630663-8

## 漫画
『ジャンプスクエア』（集英社）にて2010年2月号から2010年9月号まで連載した後、季刊誌『ジャンプSQ.19』に移籍という形で2010年夏号より連載を再開した。しかし、2010年秋号まで連載したのを最後に、これ以降矢吹は同誌では『To LOVEる -とらぶる- ダークネス』番外編のみを掲載しており、2011年8月に「都合により連載を終了」と告知された。

### 単行本
- 松智洋（原作） / ぺこ（キャラクターデザイン） / 矢吹健太朗（作画） 『迷い猫オーバーラン！』 集英社〈ジャンプ・コミックス〉、全2巻

1. 2010年4月30日発売[23]、ISBN 978-4-08-870042-7
2. 2010年9月3日発売[24]、ISBN 978-4-08-870108-0

- 松智洋（原作） / ぺこ（キャラクターデザイン） / 矢吹健太朗（作画） 『迷い猫オーバーラン！ キャラナビブック猫缶！』 集英社〈ジャンプ・コミックス〉、2010年6月4日発売[25]、ISBN 978-4-08-874839-9

## ドラマCD
テレビアニメの放送に先駆け、原作版ドラマCDがフロンティアワークスより2010年3月25日に発売された。
担当声優はテレビアニメ版と同じ。脚本は松智洋が担当。

## テレビアニメ
2009年11月にアニメ化が発表され、2010年4月から6月までTOKYO MX・BS11（BS11が初めて製作委員会に参加したアニメ作品でもある）ほかにて放送された。
各話をそれぞれ別の監督が担当する「各話監督制」を採用し、総集編を除いて全話グロス請けで制作された。
第13話は第1話から第12話までの総集編として、芹沢文乃（伊藤かな恵）、梅ノ森千世（井口裕香）、霧谷希（竹達彩奈）によるコメンタリーが行われた。
次回予告は、佐藤と鈴木のかけ合いが3DCGで描かれている。

### スタッフ
- 原作 - 松智洋[9]
- 原作イラスト - ぺこ[9]
- シリーズ構成 - 松智洋[6]
- メインライター - 木村暢[9]
- キャラクターデザイン - 中本尚子[6][注 4]
- チーフアニメーター - 椛島洋介（第7話のみ）
- メカニックデザイン - まさひろ山根（第7話のみ）
- 美術監督 - 前田実[9]
- 色彩設計 - 鈴木寿枝[7]
- 撮影監督 - 石黒晴嗣[7]、荻原猛夫（第3話、第12話）、林コージロー（第8話のみ）
- 編集 - 三嶋章紀（第13話を除く）、吉武将人（第13話のみ）、澤田拓（第13話のみ）
- 音楽 - 高木隆次[9]
- 音響監督 - 明田川仁[31]（第4話を除く）、大地丙太郎（第4話のみ）
- プロデューサー - 篠崎真哉[7]、中山信宏[7]、福田順[7]、長谷川和彦[7]、大和田智之[7]
- アニメーションプロデューサー - 福家日左夫[7]
- アニメーション制作 - AIC[6]
- 製作 - 迷い猫同好会[9]

### 主題歌
「はっぴぃ にゅう にゃあ」
芹沢文乃（伊藤かな恵）&梅ノ森千世（井口裕香）&霧谷希（竹達彩奈）によるオープニングテーマ。作詞はくまのきよみ、作曲・編曲は高木隆次。
「GO! グランブレイバー!」
福山芳樹による第7話のオープニングテーマ。作詞は三重野瞳、作曲・編曲は高木隆次。
「イチャラブCome Home!」
芹沢文乃（伊藤かな恵）&梅ノ森千世（井口裕香）&霧谷希（竹達彩奈）によるエンディングテーマ。作詞はくまのきよみ、作曲・編曲は高木隆次。
「迷い猫同好会の歌」
芹沢文乃（伊藤かな恵）&梅ノ森千世（井口裕香）&霧谷希（竹達彩奈）による第6話のエンディングテーマ。作詞はくまのきよみ、作曲・編曲は高木隆次。
「奏でて星歌」
三重野瞳による第7話のエンディングテーマ。作詞は三重野瞳、作曲・編曲は高木隆次。
「ブルマの歌」
梅ノ森学園 ブルマ派による第11話のエンディングテーマ。作詞は松智洋、作曲・編曲は高木隆次。
「スパッツの歌」
梅ノ森学園 スパッツ派による第11話の挿入歌。作詞は松智洋、作曲・編曲は高木隆次。

### 評価
BD第1巻（初回限定版）の初週推定売上は2,206枚、DVD第1巻（同）の初週推定売上は2,348枚をそれぞれ記録している。

### 各話リスト
サブタイトルは本編には登場せず、主題歌のラストシーンにて表示される。
| 話数   | サブタイトル       | 脚本     | 監督・絵コンテ | 演出           | 作画監督                | 制作協力             | 初放送日      |
| ------ | ------------------ | -------- | -------------- | -------------- | ----------------------- | -------------------- | ------------- |
| 1      | 迷い猫、駆けた     | 板垣伸   | 板垣伸         | 板垣伸         | 石川雅一                | スタジオコメット     | 2010年 4月6日 |
| 2      | 迷い猫、笑った     | 木村暢   | 八谷賢一       | 石川敏浩       | きみしま幾智 木下由美子 | REMIC                | 4月13日       |
| 3      | 迷い猫、見つけた   | 平池芳正 | 平池芳正       | 唐戸光博       | 岩佐とも子              | スタジオ雲雀         | 4月20日       |
| 4      | 迷い猫、脱いだ     | 木村暢   | 大地丙太郎     | 高田昌宏       | 石田智子                | Bee Train D-Station  | 4月27日       |
| 5      | 迷い猫、泣いた     | 木村暢   | 福田道生       | 福田道生       | 江原康之                | 旭プロダクション     | 5月4日        |
| 6      | 迷い猫、困った     | 池端隆史 | 池端隆史       | 池端隆史       | 武智敏光                | ランドック・スタジオ | 5月11日       |
| 7      | 迷い猫、乗った     | 木村暢   | 久城りおん     | 久城りおん     | 椛島洋介                | マジックバス         | 5月18日       |
| 8      | 迷い猫、抜いた     | 木村暢   | 小野学         | 小野学         | 久行宏和                | サンライズ           | 5月25日       |
| 9      | 迷い猫、泳いだ     | 木村暢   | 平田智浩       | 平田智浩       | 大河原晴男              | A.P.P.P.             | 6月1日        |
| 10     | 迷い猫、持ってった | 佐藤卓哉 | 佐藤卓哉       | 菊池聡延       | 菊池聡延                | ノーマッド           | 6月8日        |
| 11     | 迷い猫、割れた     | 木村暢   | 草川啓造       | 吉田泰三       | 佐々木貴宏              | Studio Blanc.        | 6月15日       |
| 12     | 迷い猫、決めた     | 木村暢   | 佐藤順一       | カサヰケンイチ | 小谷杏子                | TYOアニメーションズ  | 6月22日       |
| 総集編 | 迷い猫、まとまった | 澤田拓   | -              | 山田マヤ       | -                       | -                    | 6月29日       |

総集編はDVDやBlu-ray Discには収録されていない。

### 放送局
| 放送期間                | 放送時間                     | 放送局       | 対象地域 | 備考                                          |
| ----------------------- | ---------------------------- | ------------ | -------- | --------------------------------------------- |
| 2010年4月6日 - 6月29日  | 火曜 23:00 - 23:30           | TOKYO MX     | 東京都   |                                               |
| 2010年4月9日 - 6月25日  | 金曜 2:10 - 2:40（木曜深夜） | サンテレビ   | 兵庫県   | 第13話は未放送                                |
| 2010年4月11日 - 7月4日  | 日曜 0:00 - 0:30（土曜深夜） | BS11         | 日本全域 | 製作委員会参加 「ANIME+」枠                   |
| 2010年4月19日 - 7月12日 | 月曜 22:00 - 22:30           | アニマックス | 日本全域 | 「LEVEL22」枠 リピート放送あり 第13話は未放送 |

| 配信期間                                        | 配信時間        | 配信サイト                      |
| ----------------------------------------------- | --------------- | ------------------------------- |
| 2010年4月11日 - 7月4日                          | 日曜 12:00 更新 | アニメイトTV バンダイチャンネル |
| 各話1週間無料配信、期間終了後は有料配信となる。 |                 |                                 |

### CD
発売元は全てジェネオン・ユニバーサル・エンターテイメントジャパン。

#### 主題歌 (CD)
はっぴぃ にゅう にゃあ/イチャラブ Come Home!
歌 - 芹沢文乃（伊藤かな恵）&梅ノ森千世（井口裕香）&霧谷希（竹達彩奈）
2010年5月12日発売、GNCA-161。週間18位、デイリー11位（オリコン）を獲得。

#### キャラクターズCD
1. 芹沢文乃（2010年6月9日、GNCA-162）
  - 歌 - 芹沢文乃 (CV: 伊藤かな恵)
2. 梅ノ森千世（2010年6月9日、GNCA-163）
  - 歌 - 梅ノ森千世 (CV: 井口裕香)
3. 霧谷希（2010年6月25日、GNCA-164）
  - 歌 - 霧谷希 (CV: 竹達彩奈)
4. 都築乙女（2010年6月25日、GNCA-165）
  - 歌 - 都築乙女 (CV: 佐藤聡美)

#### サウンドトラック
1. 2010年7月30日、GNCA-1257
  - 「はっぴぃ にゅう にゃあ」、「イチャラブ Come Home!」をTV放送サイズで収録。また、「迷い猫同好会の歌」をフルサイズで収録。
2. 2010年8月27日、GNCA-1258
  - 「GO! グランブレイバー!」、「奏でて星歌」をフルサイズで収録。また、「ブルマの歌」を「サンキュー・ブルマ 〜ありがとうのキモチ〜」、「スパッツの歌」を「ハートのスパッツに」と改題しフルサイズで収録。

### DVD / Blu-ray
| 巻数 | 発売日         | 収録話          | 規格品番                              |
| ---- | -------------- | --------------- | ------------------------------------- |
| 1    | 2010年6月25日  | 第1話 - 第2話   | GNCA-1261（Blu-ray） GNBA-1681（DVD） |
| 2    | 2010年7月30日  | 第3話 - 第4話   | GNXA-1262（Blu-ray） GNBA-1682（DVD） |
| 3    | 2010年8月27日  | 第5話 - 第6話   | GNXA-1263（Blu-ray） GNBA-1683（DVD） |
| 4    | 2010年9月24日  | 第7話 - 第8話   | GNXA-1264（Blu-ray） GNBA-1684（DVD） |
| 5    | 2010年10月29日 | 第9話 - 第10話  | GNXA-1265（Blu-ray） GNBA-1685（DVD） |
| 6    | 2010年11月26日 | 第11話 - 第12話 | GNXA-1266（Blu-ray） GNBA-1686（DVD） |

#### 映像特典
『迷い猫ネコネコ動画』
DVD&Blu-ray各巻収録の映像特典新作おまけアニメ。
- 監督・絵コンテ・演出 - 菅沼栄治
- 作画監督 - 菊地洋子

## WEBラジオ
テレビアニメ開始に関連してアニメイトTV、HiBiKi Radio Station、音泉にてWEBラジオを配信、全24回。作中で主人公らがケーキを作っていることにちなみ、毎回様々なケーキがスタジオに用意されてパーソナリティの2人が味わうことになっている。

### 概要（WEBラジオ）
- タイトル：迷い猫 聴いてごラン!
- 配信期間
  - アニメイトTV：2010年3月19日 - 8月27日
  - HiBiKi Radio Station：2010年3月20日 - 8月29日
  - 音泉：2010年3月22日 - 8月30日

### パーソナリティ
- 井口裕香（梅ノ森千世役）
- 竹達彩奈（霧谷希役）

### コーナー
- 迷い猫話してごラン!
- 悩み猫打ち明けてごラン!
- 怒り猫叫んでごラン!
- 恥じらい猫言わせてごラン!
- 作り猫考えてごラン!
- 少女漫画的妄想
- 初めてヤンでもいいですか?

### 配信リスト
| 回               | 配信日 （アニメイトTV） | タイトル                           | ゲスト                                   |
| ---------------- | ----------------------- | ---------------------------------- | ---------------------------------------- |
| 第1回            | 2010年3月19日           | 話し猫スタートにゃん!              |                                          |
| 第2回            | 2010年3月26日           | 落ち着き過ぎです（笑）!            |                                          |
| 第3回            | 2010年4月2日            | へ・・でも役に立てることがあるさ   |                                          |
| 第4回            | 2010年4月9日            | アレだからソレなもんで             |                                          |
| 第5回            | 2010年4月16日           | ギャバい猫癒されてごラン!          |                                          |
| 第6回            | 2010年4月23日           | 少女漫画的妄想                     |                                          |
| 第7回            | 2010年4月30日           | 初めてヤンでもいいですか?          |                                          |
| 第8回            | 2010年5月7日            | 招き猫もてなしてごラン!            | 伊藤かな恵（芹沢文乃役）                 |
| 第9回            | 2010年5月14日           | あやち、それ・・・ 違うよ、バカ!!! |                                          |
| 第10回           | 2010年5月21日           | 鰹節は天才だ                       |                                          |
| 第11回           | 2010年5月28日           | 大変! 恥ずかしい音が鳴った!?       |                                          |
| 第12回           | 2010年6月4日            | 矢吹先生登場!!                     | 矢吹健太朗（漫画版作画担当）（電話出演） |
| 第13回           | 2010年6月11日           | ウソ、ホント、ウソ、ダイスキ       |                                          |
| 第14回           | 2010年6月18日           | 20歳と21歳では大きく違う!?         |                                          |
| 第15回           | 2010年6月25日           | おさとう天国                       |                                          |
| 第16回           | 2010年7月2日            | ピンクの髪の幼馴染が               |                                          |
| 第17回           | 2010年7月9日            | イグチ、キレてるっ!!               |                                          |
| 第18回           | 2010年7月16日           | 文乃? 千世? 希? はっきりしなさい!! | 岡本信彦（都築巧役）                     |
| 第19回           | 2010年7月23日           | 魔法猫に必要なこと                 |                                          |
| 第20回           | 2010年7月30日           | 人の温かさが恋しくなる夏           |                                          |
| 第21回           | 2010年8月6日            | 祝! ラジオCDリリース決定!!         |                                          |
| 第22回           | 2010年8月13日           | 夏休みのけずりひ                   |                                          |
| 第23回           | 2010年8月20日           | ネコの海岸物語                     |                                          |
| 第24回           | 2010年8月27日           | まだ終わりじゃないですよ!!!        |                                          |
| DJCD発売記念特番 | 2010年10月20日          | 帰ってきた迷い猫聴いてごラン!SP    |                                          |